# ناحية سيد أحمد الرفاعي
ناحية سيد احمد الرفاعي (سابقا : ناحية أم عبيدة) وهي إحدى النواحي التابعة لمحافظة ميسان في جنوب شرق العراق. سميت هذه البلدة بهذا الاسم نسبة إلى السيد احمد الرفاعي بن السيد سلطان بن السيد علي بن السيد يحي بن السيد ثابت ويرتبط بالإمام موسى الكاظم من نسل علي بن أبي طالب. يحدها من جهة الشرق قضاء الميمونة ومن جهة الغرب قضاء الرفاعي ومن جهة الجنوب ناحية السلام ومن جهة الشمال ناحية كميت. يسكنُ الناحيةَ مزارعون.

## تاريخها
قال عبد الكريم عز الدين ومنال محمد في بحثهما (دراسة عن جغرافية وسكان منطقة البطيحة) "وهناك قرية من قرى البطائح وتعرف باسم (أم عبيدة) والتي كانت عامرة عندما زارها الرحالة ابن بطوطة في القرن الثامن الهجري الرابع عشر الميلادي فذكرها في رحلته كما ذكر قبر السيد أحمد الرفاعي".